# Actinia prasina
Actinia prasina är en havsanemonart som beskrevs av Gosse 1860. Actinia prasina ingår i släktet Actinia och familjen Actiniidae. Inga underarter finns listade i Catalogue of Life.